# آرام آواکیان
آرام آواکیان (انگلیسی: Aram Avakian؛ زاده ۲۳ آوریل ۱۹۲۶ – درگذشته ۱۷ ژانویهٔ ۱۹۸۷) یک کارگردان، فیلم‌نامه‌نویس، و تدوین‌گر ارمنی‌تبار اهل ایالات متحده آمریکا بوده است.

## زندگی‌نامه
آرام «آل» آواکیان در سال ۱۹۲۶ در منهتن، نیویورک سیتی به دنیا آمد. والدین از اهل ایران و گرجستان شوروی بودند. وی از «مدرسه هوراس مان» و «دانشگاه ییل» فارغ‌التحصیل شد. وی در اوایل صبح روز شنبه ۱۷ ژانویه ۱۹۸۷ در سن ۶۰ سالگی در خانه‌اش در آپر وست ساید منهتن به علت نارسایی قلب درگذشت.

## فیلم‌شناسی
از فیلم‌های وی می‌توان به آثار زیر اشاره کرد.

### به عنوان تدوین‌گر
- جاز در یک روز تابستانی (۱۹۶۰)
- دختر شب (۱۹۶۰)
- معجزه‌گر (۱۹۶۲)
- لیلیت (۱۹۶۴)
- میکی وان (۱۹۶۵)
- دیگه پسر بزرگی شدی (۱۹۶۶)
- کمدین‌ها (۱۹۶۷)
- مرد بعدی (۱۹۷۶)
- پیچک (فیلم) (۱۹۸۰)
- مایکی تنها

### به عنوان کارگردان (لیست ناقص)
- جاز در یک روز تابستانی - به همراه برت استرن (۱۹۵۹)
- لد یک سگ - به همراه لسلی اچ مارتینسون (۱۹۶۲)
- مقاومت یک شبه (مستند)
- ته جاده (۱۹۷۰)
- پلیس‌ها و سارقین مسلح (۱۹۷۳)
- 11 Harrowhouse (۱۹۷۴)

## جوایز
- برنده پلنگ طلایی جشنواره فیلم لوکارنو به خاطر فیلم ته جاده (۱۹۷۰)